# Anthon Gerrit Æmile van Rappard (1871-1946)
Anthon Gerrit Æmile ridder van Rappard (Arnhem, 30 augustus 1871 - Velp, 24 mei 1946) was een Nederlands politicus.
Van Rappard was een zoon van mr. Hendrik Anthon ridder van Rappard en jkvr. Isabella Judith Jeanne Hovy. Hij trouwde in 1901 met Irma von Maubeuge.
Van Rappard was een conservatief-liberale Tielse rechter, die nauwe banden had met de landbouw. Van 1 maart 1927 tot 1 januari 1934 was hij president van de Rechtbank Tiel. Behalve rechter was hij onder meer voorzitter van de Gelders-Overijsselse Maatschappij van Landbouw en ondervoorzitter van het Koninklijk Nederlands Landbouwcomité. In de Tweede Kamer hield hij zich vooral met landbouw en defensie bezig en verder ook met verkeer en Suriname.
Tussen 1919 en 1940 was Van Rappard lid van de Nationale Landstorm Commissie, een comité gevormd met instemming van de Regering om de consolidatie van, en toetreding tot, de (Bijzondere) Vrijwillige Landstorm te bevorderen.
In de Tweede Kamer werd hij opgevolgd door mr. J.A.H. Coops.
Als lid van de Eerste Kamer zette Van Rappard zich fel af tegen de NSB. Hij keerde zich in 1946 tegen handhaving van de opkomstplicht, omdat boeren te veel tijd kwijt zouden zijn als ze moesten gaan stemmen.
- Biografisch Portaal: 05950250
- Parlement.com: vg09ll5mdcy2